# لطفي أوزكوك
لطفي أوزكوك ولد في 15 مارس1922 في اسطنبول، هو مصور وشاعر ومترجم عاش في السويد ومعروف بالتقاطه لصور المؤلفين، وحائز على جائزة نوبل للاَداب.

## سيرته الذاتية
ولد لطيف أوزكوك في اسطنبول، أبوه محمد مراد أصيل صياد سمك، وأمه السيدة أمينه دولت من المهاجرين القرم إلى رومانيا، الجد الأكبر لأم أوزكوك قاتل أميراً روسياً بالمبارزة، خاف من انتقام العائلة فهاجر إلى رومانيا، وتزوجت السيدة أمينه من أبوه محمد مراد أصيل بعد أن هاجروا إلى اسطنبول، هو أكبر أخواته الثلاثة.
أتم تعليمه الثانوي في مدرسة الوفا الثانوية، ومدرسة سانت جان دارك الفرنسية، ومدرسة التقسيم الثانوية. وفي مدرسة سانت جان درك أخذ عن معلمه الأرميني دروس عزف الكمان. أنهى تعليمه الثانوي في باريس تحت سطوة الاحتلال النازي، ولكنه عاد إلى اسطنبول بعد عام مع اقتراب الاحتلال الروسي لفيينا. التحق بجامعة اسطنبول قسم فقه اللغة الفرنسية، وفي عام 1949 استخرج إذن لكي يتعلم الهندسة في باريس، ودرس المنسوجات في جامعة باريس، وتعرف على السيدة اَن ماريا السويدية زوجته المستقبلية اَنذاك والتي تصغر عنه بثلاث سنوات، ففي سبتمبر 1949 التقى الاثنان في حديقة لوكسمبورج وتزوجوا في صيف 1950. ابنتهم الأولى تدعى نرمين وكانت عاشقة للمذهب الأفلاطونى ومعجبة بالرياضي الفنلندي بافونورمى في المدرسة الثانوية. وفي ديسمبر 1950 انتقل أوزكوك إلى استوكهولم التي يعيش فيها حالياً، وفي يوليو 2001 فقدت زوجته حياتها.
قد تم جمع الصور التي إلتقطها لطفي أوزكوك في كتاب يسمى هدف (بعدسة تصوير لطفي أوزكوك) الحائز على جائزة نوبل للاَداب، وقد عُثر على 1500 صورة فوتوغرافية للأدباء في جوار أرشيف أوزكوك، وفيما بين عامي 1951 و2001 حاز على جائزة نوبل للاَداب لالتقاطه 32 صورة للكُتاب. تضامنت ايرلندا والسويد في استخراج سلسلة طوابع لصور الكُتاب الايرلنديين التي إلتقطها أوزكوك.

## أعماله[4]

### الشعر
- قرب البعد، مجموعة شعرية (1944:1992).
- رياح الطريق 1984بالسويدية.
- الصلة بداخلنا 1978.

### التراجم
- أحلام من ثلج (من سودنبرج) 1998
- اَثار قدم (مع تورهان قايا اوغلو1989).
- اشعار من التركية إلى السويدية 1953.[5]

### المختارات
- مختارات الشعر السويدى مابعد عام1945.(مع يوكسل ݕاكار)
- الشعر السويدى المعاصر 1973.

## جوائزه[6]
- جائزة معرض كتاب Rinkeby 2001.
- جائزة الأكاديمية السويدية 1996.
- جائزة شرف مدينة ستوكهولم 1993.
- جائزة فن اتحاد عمال المكسيك 1986.

## روابط خارجية
- لطفي أوزكوك على موقع IMDb (الإنجليزية)
- لطفي أوزكوك على موقع ميوزك برينز (الإنجليزية)